# Alex Hunter (calciatore)
Alexander Campbell Hunter, detto Alex (Renfrew, 27 settembre 1895 – New York City, gennaio 1984), è stato un calciatore scozzese, di ruolo portiere.

## Carriera

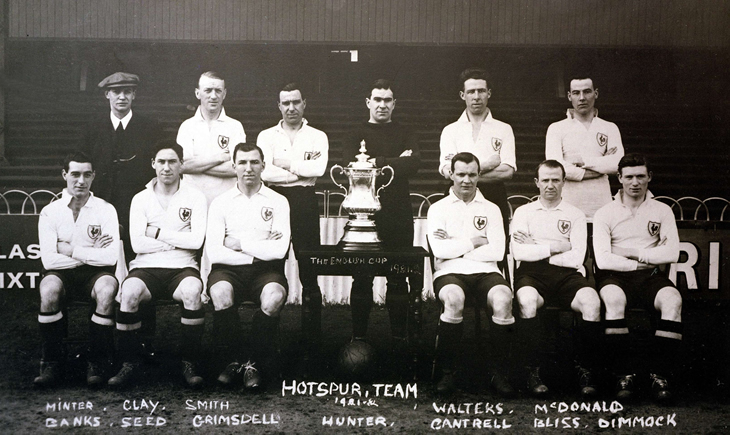
Hunter (in alto al centro con la maglia nera) con il dopo la Vittoria della FA Cup nel 1921

Nato a Renfrew, Hunter ha mosso i primi passi nel mondo del calcio nel club del proprio paese natio, il Renfrew, prima di passare ai Queen's Park.
Nel 1920 viene acquistato dal Tottenham, debuttando con il club il 26 febbraio 1921 in una gara contro il West Bromwich. Acquistato inizialmente per essere il secondo del titolare John Jacques, dopo l'infortunio di quest'ultimo riceve maggiore titolarità riuscendo, in due anni, a disputare 33 gare tra tutte le competizioni tra cui le vittoriose finali di FA Cup 1920-1921 contro il Wolverhampton e di FA Charity Shield 1921 contro il Burnley.

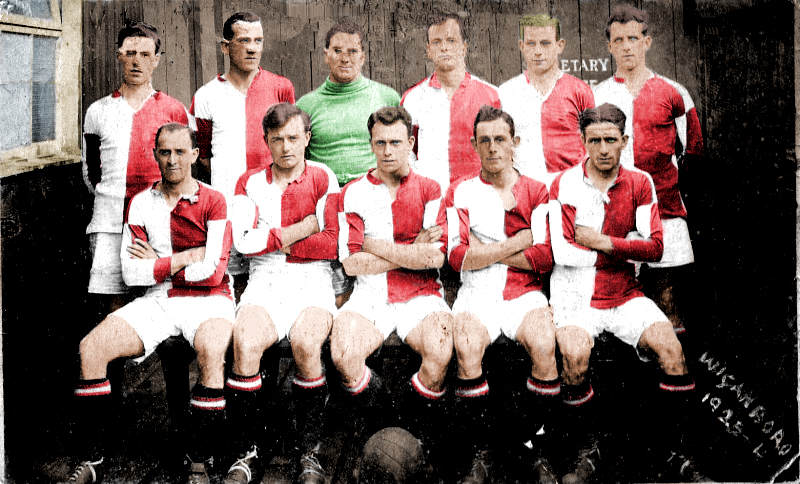
Hunter (maglia verde) con il nella stagione 1923-1924.

Nel 1922 passa al Wigan Borough dove disputa 39 gare. Nel 1924 ritorna per un breve periodo in patria all'Armadale, prima di trasferirsi negli Stati Uniti d'America al N. Bedford Whalers.

## Palmarès
- Coppa d'Inghilterra: 1

Tottenham: 1920-21
- Charity Shield: 1

Tottenham: 1921